# Gaius Silvius Auspex
Gaius Silvius Auspex war ein im 2. Jahrhundert n. Chr. lebender Angehöriger des römischen Ritterstandes (Eques).
Durch eine Inschrift, die beim Kastell Blatobulgium gefunden wurde und die auf 158/161 datiert wird, ist belegt, dass Auspex Präfekt der Cohors II Tungrorum milliaria equitata c l war, die in der Provinz Britannia stationiert war.
Bei Blatobulgium wurden noch zwei Weihinschriften gefunden, auf denen Auspex als Präfekt der Einheit aufgeführt ist. Die Inschriften wurden durch Angehörige von zwei verschiedenen Volksstämmen errichtet, die in der Kohorte dienten. Eine Inschrift wurde von Raetern (cives Raeti) errichtet, während die zweite Inschrift durch Condruser (pagus Condrustis) der Gottheit Viradecdis gewidmet wurde. 